# Aeropuerto de Basy
El aeropuerto de Basy (en ruso: Аэропорт Басы; ; ICAO: ; IATA: ), es un aeropuerto local situado 86 km al oeste de Astracán, en el óblast de Astracán, en Rusia. 
Se trata de un campo de aviación abandonado, probablemente militar, en un remoto desierto al oeste de Astracán.

## Pista
Cuenta con una pista de hormigón en dirección 10/28 de 2.500x40 m (8.202x13 pies).